# محمود مكي
المستشار محمود مكي (1954 الإسكندرية - ) هو نائب رئيس الجمهورية في عهد الرئيس المصري محمد مرسي، والنائب السابق لمحكمة النقض المصرية. عُيّن مكي نائبًا للرئيس طبقًا للقرار الجمهوري الصادر في 12 أغسطس 2012.
تخرج من أكاديمية الشرطة بالقاهرة وعمل ضابطًا بقوات الأمن المركزي لمدة ثلاث سنوات، ثم بمديرية أمن الإسكندرية حتى التحق بالعمل في النيابة العامة المصرية وكيلا للنائب العام وتدرّج في الوظائف القضائية، إلى أن أصبح نائبا لرئيس محكمة النقض المصرية.
كان أحد القضاة المنادين بإصلاح السلطة القضائية في عهد الرئيس السابق محمد حسني مبارك ، شاركه في ذلك عدد من القضاة منهم المستشار هشام البسطويسي وغيره، وهو ما عُرف بتيار الاستقلال في القضاء المصري أو القضاة الإصلاحيين، الذين رأوا أن السلطة القضائية مرهونة لدى السلطة التنفيذية، وأنه لا توجد رغبة حقيقة لدى النظام الحاكم وقتئذ لإصلاح النظام القضائي في مصر.
وقد أحاله وزير العدل الأسبق محمود أبو الليل مع هشام البسطويسي إلى مجلس الصلاحية للتحقيق معهما عام 2006 م، بعدما كشفا عن انتهاكات شابت الانتخابات البرلمانية التي جرت عام 2005، وقد وُجِّه اللوم إليهما. وكان الرئيس المصري محمد مرسي قد اعتُقِل صباح يوم 18 مايو 2006 م من أمام محكمة شمال القاهرة ومجمع محاكم الجلاء بوسط القاهرة، أثناء مشاركته في مظاهرات شعبية تُندِّد بتحويل هذين المستشارين إلى لجنة الصلاحية، ثم أفرج عنه بعد سبعة أشهر.

أعير مستشارا قانونيا بدولة الكويت في الفترة من يونيو 2009 حتى أغسطس 2012 ، عاد بعدها إلى مصر وعرضت عليه جماعة الإخوان المسلمين أن يكون مرشحها في انتخابات الرئاسة 2012 و أصر على الرفض وتمسّك بالعمل القضائي وبعد انتخاب محمد مرسي رئيس للجمهورية اختاره نائبا له ليصبح أول نائب لأول رئيس جمهورية منتخب بعد ثورة 25 يناير في 12 أغسطس 2012.

## استقالته
أعلن المستشار محمود مكي نائب رئيس الجمهورية استقالته من منصبه مساء «السبت» 22 ديسمبر 2012، قائلا إنه كان قد قدم استقالته في 7 نوفمبر الماضي وحالت دون إعلانها ظروف الانشغال بما جرى من عدوان إسرائيلي على قطاع غزة ثم بمؤتمر قمة الدول الثماني الإسلامية الذي عقد في باكستان حيث رأس وفد مصر ثم الإعلان الدستوري الذي صدر وهو خارج البلاد في باكستان.

## سفيرا للفاتيكان
أصدر الرئيس المصري محمد مرسي قرارًا جمهوريًا بتعيين المستشار محمود مكي نائب رئيس الجمهورية السابق سفيرًا لمصر لدى الفاتيكان، يذكر أن منصب سفير مصر في الفاتيكان ظل شاغرًا منذ انتهاء فترة عمل السفيرة لمياء مخيمر في 31 أغسطس 2012، وتم بعد ذلك ترشيح السفير إسماعيل خيرت الرئيس الأسبق لهيئة الاستعلامات لهذا المنصب، وبعده تم ترشيح النائب العام السابق المستشار عبد المجيد محمود للمنصب نفسه.
| المناصب السياسية     | المناصب السياسية            | المناصب السياسية        |
| -------------------- | --------------------------- | ----------------------- |
| سبقه عمر سليمان شاغر | نائب رئيس مصر 12 أغسطس 2012 | تبعه شاغر محمد البرادعي |